# Кейта, Модибо (1942)
Модибо Кейта (фр. Modibo Keïta, 31 июля 1942, Куликоро, Французский Судан — 2 января 2021) — малийский государственный деятель, премьер-министр Мали с 8 января 2015 года по 10 апреля 2017 года.

## Биография

### Молодые годы и образование
Модибо Кейта родился 31 июля 1942 года в Куликоро. С 1950 по 1957 год учился в начальной школе Куликоро, а затем в нормальной школе Катинбугу. В 1965 году Кейта поступил в аспирантуру Высшей нормальной школы, и в 1969 году получил степень магистра искусств в области современной литературы. С 1963 по 1979 год Модибо Кейта был преподавателем в Кениебе, профессором Нормальной школы в Бамако, директором Центра исследований образования и аудиовизуальной продукции, генеральным директором Института образования и начальником штаба министра образования (1979—1982).

### Политическая карьера
В 1982 году он стал министром труда и государственной службы Мали, а с 1986 по 1989 год занимал пост министра иностранных дел и международного сотрудничества. За время своей дипломатической карьеры, Модибо Кейта был послом Мали в ФРГ, Швейцарии, Швеции, Дании, Австрии, Норвегии, а также ООН — в Женеве и Вене. Вернувшись в Мали в 1992 году, он занял должность консультанта в Национальном институте образования, советника по образованию генерального секретариата президента и пост генерального секретаря президента (1999—2002).

### Первое премьерство
18 марта 2002 года президент Альфа Умар Конаре назначил Кейту на пост премьер-министра Мали, взамен Манде Сидибе. Кейта продержался около трёх месяцев до 8 июня, после чего его сменил Ахмед Мохаммед Аг Амани.

### В отставке
В апреле 2014 года, 72-летний Кейта, характеризующийся честностью и строгостью, был назначен Верховным представителем государства на мирных переговорах в Алжире между правительством Мали и представителями вооруженных групп с севера.

### Второе премьерство
8 января 2015 года, после конфликта с оппозиционными партиями и в результате давления со стороны президента, премьер-министр Муса Мара ушёл в отставку, пробыв 8 месяцев на должности премьера. В тот же день, президент Ибрагим Бубакар Кейта назначил Модибо Кейту на пост премьер-министра. На последовавшей за назначением встрече с политиками в преддверии второго раунда переговоров в Алжире, Кейта высказался за достижение национального диалога, отметив, что «Азавад» никогда не будет признан в качестве политического субъекта в Мали. Весной 2017 года был отправлен в отставку.

## Личная жизнь
Женат, пятеро детей.